# مند بالا
مند بالا (بالفارسية: مند بالا) هي قرية تقع في قسم جلغة تشاة هاشم الريفي (مقاطعة دلغان) في إيران. يقدر عدد سكانها بـ 935 نسمة .